# 斜齿鼠属
斜齿鼠属（学名：Plagiodontia）是啮齿目硬毛鼠科的一属，属名源自希腊语，意为“斜齿”。本属包含4种，其中3种已灭绝：
- 斜齿鼠（Plagiodontia aedium）
- †多米尼加斜齿鼠（Plagiodontia araeum）
- †伊岛斜齿鼠（Plagiodontia ipnaeum）
- †Plagiodontia spelaeum